# Andy Rourke
Andrew Michael Rourke (17. ledna 1964 Manchester – 19. května 2023 New York) byl anglický hudebník, známý jako baskytarista indie rockové skupiny The Smiths z osmdesátých let. Je považován za jednoho z nejlepších basistů své generace, byl známý svým melodickým a funkem inspirovaným přístupem ke hře na baskytaru.
Rourke se ke Smiths připojil po jejich prvním vystoupení, kytaristu Johnnyho Marra znal od střední školy a podílel se na celé jejich diskografii. Poté, co se skupina v roce 1987 rozpadla, účinkoval na některých raných sólových nahrávkách hlavního zpěváka Morrisseyho. Na začátku 90. let Rourke nahrával se Sinéad O'Connor a s The Pretenders.

## Život a kariéra

### Raný život a začátky kariéry
Andy Rourke se narodil 17. ledna 1964 v Manchesteru, v rodině, která nebyla přímo spojena s hudebním průmyslem. Jeho hudební zájem se probudil už v mladém věku a od dětství začal hrát na kytaru, než se rozhodl zaměřit na baskytaru. Rourke vyrostl v hudebním prostředí, kde bylo těžké nevšimnout si rostoucího hudebního hnutí v Manchesteru během 70. a 80. let, které formovalo jeho vkus a hudební vnímání.
Na střední škole se seznámil s budoucími členy The Smiths, včetně zpěváka Morrisseye a kytaristy Johnyho Marra. V roce 1982, kdy byla kapela The Smiths založena, se Rourke stal jejím členem, a to i přesto, že na začátku neměl formální hudební školení, což ho však nebránilo v tom, aby se stal klíčovým členem skupiny.

### The Smiths: Zlatá éra
The Smiths se rychle etablovali jako jedna z nejvýznamnějších britských kapel 80. let. Společně s Morrisseym a Marram vytvořil Rourke nezaměnitelný zvuk, který byl charakterizován jeho vynikajícími basovými linkami. Rourke byl považován za jednoho z nejlepších baskytaristů své doby, a jeho hra byla rozhodujícím faktorem v tom, že The Smiths získali kultovní status.
Během existence The Smiths (1982–1987) Rourke spolupracoval s kapelou na několika albech, které dnes patří mezi nejzásadnější v historii alternativního rocku. Mezi nejvýznamnější počiny patří alba The Queen Is Dead (1986) a Meat Is Murder (1985), které se staly milníky nejen v britské hudbě, ale i na globální scéně.
Rourkeho basová hra byla často považována za inovativní. Jeho schopnost vytvářet melodické basové linky, které zároveň doplňovaly rytmus a harmonii, byla klíčová pro charakteristický zvuk The Smiths. Tato schopnost odlišovala Rourkeho od mnoha jiných baskytaristů té doby, kteří se spíše zaměřovali na základní rytmické role.

### Rozpad The Smiths a sólová kariéra
Po rozpadu The Smiths v roce 1987 se Rourke, stejně jako ostatní členové, vydal na sólovou dráhu. I když nikdy nedosáhl stejného stupně slávy jako The Smiths, jeho spolupráce s dalšími umělci ho udržela v centru hudební scény. Spolupracoval například se Sinead O'Connor na albu I Do Not Want What I Haven't Got (1990), které obsahovalo hit "Nothing Compares 2 U" a bylo velmi úspěšné jak u kritiky, tak u publika.
Rourke také pracoval s různými kapelami a umělci, jako jsou The Pretenders, The Lemonheads, Badly Drawn Boy nebo Oasis. I když nikdy neprodukoval projekt srovnatelný s The Smiths, stále byl uznáván pro své umělecké schopnosti a význam, který přinesl do britské hudby.

### Hudební styl a vliv
Rourke byl známý svou neortodoxní technikou hraní na baskytaru. Mnozí kritikové ho označovali za jednoho z nejinovativnějších baskytaristů své generace, přičemž jeho práce ve The Smiths byla chválena za její melodičnost a rytmickou komplexnost. Jeho baskytarové linky dokázaly být jak jednoduché, tak velmi propracované, a vždy zůstávaly výrazné v rámci celkového zvuku kapely. Byl také známý pro své schopnosti improvizovat, což dodalo jeho práci spontánní a živý charakter.

### Pozdější život a smrt
V posledních letech svého života Andy Rourke bojoval s rakovinou slinivky břišní, se kterou se veřejně vypořádal až po jejím diagnostikování. Jeho smrt 19. května 2023 zasáhla nejen fanoušky The Smiths, ale i celou hudební komunitu. Jeho odkaz jako baskytaristy a člena jedné z nejvlivnějších kapel všech dob žije dál prostřednictvím hudby, kterou vytvořil.
Po jeho smrti vyjádřili mnozí hudebníci a fanoušci po celém světě svou úctu a lásku k jeho odkazu. Rourke se stal ikonou pro mnoho generací hudebníků a jeho kreativní přístup k baskytarovému hraní ovlivnil nespočet umělců, kteří přišli po něm.